# Lista dos deputados estaduais de Santa Catarina – 1.ª legislatura (1947–1951)
Lista dos deputados estaduais de Santa Catarina - 1ª legislatura (1947 — 1951).

## Composição das bancadas
| Partido | Líder                       | Bancada | Posição      |
| ------- | --------------------------- | ------- | ------------ |
| PSD     | Alfredo Campos              | 21 / 37 | Governo      |
| UDN     | Antônio Carlos Konder Reis  | 13 / 37 | Oposição     |
| PTB     | Saulo Ramos                 | 2 / 37  | Independente |
| PRP     | José Maria Cardoso da Veiga | 1 / 37  | Oposição     |

## Deputados estaduais
As 37 cadeiras da Assembleia Legislativa de Santa Catarina foram assim distribuídas: vinte e uma para o PSD, treze para a UDN, duas para o PTB e uma para o PRP.
| Número | Deputados estaduais eleitos  | Partido | Votação | Percentual | Cidade onde nasceu | Unidade federativa |
| 22714  | Max Colin                    | UDN     | 5.044   | 2,70%      | Joinville          | Santa Catarina     |
| 41716  | Pedro Lopes Vieira           | PSD     | 4.523   | 2,41%      | Atalaia            | Alagoas            |
| 41259  | Rui César Feuerschuette      | PSD     | 3.950   | 2,11%      | Rio de Janeiro     | Rio de Janeiro     |
| 41400  | Armando Calil Bulos          | PSD     | 3.850   | 2,06%      | Tubarão            | Santa Catarina     |
| 22127  | Luís Dalcanale               | UDN     | 3.803   | 2,04%      | [ nota 2 ]         |                    |
| 41643  | João Ribas Ramos             | PSD     | 3.783   | 2,02%      | Lages              | Santa Catarina     |
| 41474  | Biase Agnesino Faraco        | PSD     | 3.344   | 1,79%      | Florianópolis      | Santa Catarina     |
| 41499  | Protógenes Vieira            | PSD     | 3.224   | 1,72%      | Palmas             | Paraná             |
| 41607  | Heitor Pereira Liberato      | PSD     | 3.148   | 1,68%      | Itajaí             | Santa Catarina     |
| 22701  | Antônio Carlos Konder Reis   | UDN     | 3.059   | 1,64%      | Itajaí             | Santa Catarina     |
| 22498  | Ramiro Emerenciano           | UDN     | 2.952   | 1,58%      | Barra              | Bahia              |
| 41977  | Gasparino Zorzi              | PSD     | 2.917   | 1,56%      | Vacaria            | Rio Grande do Sul  |
| 22688  | Waldemar Rupp                | UDN     | 2.882   | 1,54%      | Campos Novos       | Santa Catarina     |
| 41337  | Cid Loures Ribas             | PSD     | 2.872   | 1,54%      | Guarapuava         | Paraná             |
| 22306  | Walter Müller                | UDN     | 2.796   | 1,49%      | Blumenau           | Santa Catarina     |
| 41569  | João Estivalet Pires         | PSD     | 2.791   | 1,49%      | Passo Fundo        | Rio Grande do Sul  |
| 41525  | Félix Odebrecht              | PSD     | 2.768   | 1,48%      | Blumenau           | Santa Catarina     |
| 22653  | Paulo de Tarso da Luz Fontes | UDN     | 2.678   | 1,43%      | Florianópolis      | Santa Catarina     |
| 41346  | José Boabaid                 | PSD     | 2.619   | 1,40%      | Palhoça            | Santa Catarina     |
| 22630  | Antônio de Barros Lemos      | UDN     | 2.615   | 1,40%      | Ouro Fino          | Minas Gerais       |
| 22210  | Artur Müller                 | UDN     | 2.612   | 1,40%      | Blumenau           | Santa Catarina     |
| 22235  | Oswaldo Bulcão Viana         | UDN     | 2.610   | 1,40%      | Florianópolis      | Santa Catarina     |
| 41118  | Antenor Tavares              | PSD     | 2.534   | 1,35%      | Tijucas            | Santa Catarina     |
| 22128  | Fernando Ferreira de Melo    | UDN     | 2.488   | 1,33%      | Alfenas            | Minas Gerais       |
| 41560  | Orty de Magalhães Machado    | PSD     | 2.398   | 1,28%      | São Bento do Sul   | Santa Catarina     |
| 41364  | Antônio Dib Mussi            | PSD     | 2.374   | 1,27%      | Laguna             | Santa Catarina     |
| 41246  | Antônio Nunes Varela         | PSD     | 2.365   | 1,26%      | Laguna             | Santa Catarina     |
| 41565  | Oto Augusto Guilherme Urban  | PSD     | 2.322   | 1,24%      | Joinville          | Santa Catarina     |
| 41331  | Alfredo Campos               | PSD     | 2.304   | 1,23%      | Florianópolis      | Santa Catarina     |
| 41239  | Raul Schaeffer               | PSD     | 2.279   | 1,22%      | Brusque            | Santa Catarina     |
| 22656  | João José de Sousa Cabral    | UDN     | 2.230   | 1,19%      | Florianópolis      | Santa Catarina     |
| 22945  | Aroldo Carneiro de Carvalho  | UDN     | 2.173   | 1,16%      | Canoinhas          | Santa Catarina     |
| 41855  | Joaquim Pinto de Arruda      | PSD     | 2.163   | 1,16%      | São Joaquim        | Santa Catarina     |
| 41815  | Wigand Persuhn               | PSD     | 2.142   | 1,14%      | Blumenau           | Santa Catarina     |
| 14882  | Brás Joaquim Alves           | PTB     | 1.848   | 0,99%      | Brusque            | Santa Catarina     |
| 14459  | Saulo Saul Ramos             | PTB     | 1.122   | 0,60%      | Lages              | Santa Catarina     |
| 44720  | José Maria Cardoso da Veiga  | PRP     | 1.121   | 0,60%      | Blumenau           | Santa Catarina     |